# SS Chicora
El SS Chicora fue un buque de vapor de pasajeros y carga construido en 1892 para prestar servicio en los Grandes Lagos. Considerado uno de los mejores buques de vapor del lago Michigan, se perdió con todos sus tripulantes en enero de 1895. Hoy se le recuerda sobre todo por haber sido mencionado por el escritor Nelson Algren en su poema en prosa Chicago: City on the Make: 

¿Quién conoce ahora el triste y antiguo nombre del orgulloso vapor Chicora , hundido con todos sus hombres en el hielo frente a South Haven? así como “Hundido bajo el hielo en las olas frente a South Haven, hundido con todos los hombres para siempre y para siempre, para siempre y un solo día”.

## Hundimiento
El Chicora se hundió en el lago Michigan el 21 de enero de 1895 frente a Milwaukee con un cargamento de harina. Partes de los restos del buque desaparecido, consistentes en el costado de babor y las amuradas superiores de proa de 1,5 m de ancho y 3,7 m de largo, junto con la pasarela de pasajeros, se encontraron a una milla sobre el hielo cerca de South Haven, Michigan. Los restos del naufragio fueron llevados a puerto por un remolcador en 1917. En abril de 1895 se informó de que los restos estaban llegando a tierra en New Buffalo, Michigan. El 19 de abril de 1895 un testigo afirmó haber visto el Chicora con la popa hacia abajo y la proa hacia arriba en el lago entre South Haven y Saugatuck, Michigan, el 23 de enero de 1895.
También se encontraron dos mensajes que parecían ser del barco. Una botella que contenía una nota que decía "Todo está perdido, podría ver tierra si no hubiera nevado y soplado. El motor falló, a la deriva hacia la costa en el hielo. El capitán y el oficinista fueron arrastrados. Lo pasamos mal. 10:15 en punto." fue encontrado el 14 de abril. Una semana después se encontró en Illinois un frasco con una nota que decía: "Se rompieron las máquinas del Chicora. A la deriva en el mar. Hemos perdido toda esperanza. Se ha hecho pedazos. Adiós. McClure, maquinista".